# Adelina De Soccio
Adelina De Soccio (Campobasso, 6 febbraio 1986) è un'ex mezzofondista italiana.

## Record nazionali
Allievi
2000 m piani - 6'14"1 ( Campobasso, 21 giugno 2003)
Cadetti
1 miglio - 5'06"10 ( Campobasso)

## Palmarès
| Anno | Manifestazione    | Sede                   | Evento         | Risultato | Prestazione | Note |
| ---- | ----------------- | ---------------------- | -------------- | --------- | ----------- | ---- |
| 2003 | EYOF              | Parigi                 | 3000 m piani   | 4ª        | 9'57"07     |      |
| 2004 | Europei di cross  | Herigsdorf             | Corsa juniores | 30ª       | 12'13"      |      |
| 2004 | Europei di cross  | Herigsdorf             | A squadre      | 8ª        | 166 p.      |      |
| 2004 | Mondiali juniores | Grosseto               | 5000 m piani   | 13ª       | 16'51"12    |      |
| 2005 | Europei di cross  | Tilburg                | Corsa juniores | 44ª       | 16'27"      |      |
| 2005 | Europei di cross  | Tilburg                | A squadre      |           |             |      |
| 2005 | Mondiali di cross | Saint-Galmier          | Corsa juniores | 22ª       | 22'21"      |      |
| 2005 | Mondiali di cross | Saint-Galmier          | A squadre      |           |             |      |
| 2005 | Europei juniores  | Kaunas                 | 3000 m piani   | Oro       | 9'20"89     |      |
| 2006 | Europei di cross  | San Giorgio su Legnano | Corsa U23      | 5ª        | 19'16"      |      |
| 2006 | Europei di cross  | San Giorgio su Legnano | A squadre      | Bronzo    | 96 p.       |      |
| 2006 | Mondiali di cross | Fukuoka                | Cross corto    | 60ª       | 14'07"      |      |
| 2006 | Mondiali di cross | Fukuoka                | A squadre      |           |             |      |
| 2007 | Europei di cross  | Toro                   | Corsa U23      | 25ª       | 23'49"      |      |
| 2007 | Europei di cross  | Toro                   | A squadre      | 7ª        | 123 p.      |      |

## Campionati nazionali
2003
- 4ª ai campionati italiani juniores indoor, 1000 m piani - 2'55"65
- Oro ai campionati italiani allievi, 3000 m piani - 9'57"62

2004
- 11ª ai campionati italiani assoluti indoor, 3000 m piani - 9'46"63
- Oro ai campionati italiani juniores, 1500 m piani - 4'34"49
- Bronzo ai campionati italiani juniores indoor, 1000 m piani - 2'54"60

2005
- 7ª ai campionati italiani assoluti indoor, 3000 m piani - 9'34"17
- 6ª ai campionati italiani assoluti di maratonina - 1h18'19"
- Oro ai campionati italiani juniores, 5000 m piani - 16'33"86
- Oro ai campionati italiani juniores, 1500 m piani - 4'27"58
- Bronzo ai campionati italiani juniores indoor, 1500 m piani - 2'55"04
- Oro ai campionati italiani juniores di corsa campestre

2006
- Bronzo ai campionati italiani assoluti, 5000 m piani - 16'09"42
- Oro ai campionati italiani universitari, 3000 m piani - 9'24"48
- Oro ai campionati italiani promesse, 5000 m piani - 16'18"77
- Bronzo ai campionati italiani promesse, 1500 m piani - 4'34"19
- Bronzo ai campionati italiani promesse indoor, 1500 m piani - 4'34"63

2008
- Argento ai campionati italiani assoluti, 5000 m piani - 16'19"94
- 6ª ai campionati italiani assoluti, 1500 m piani - 4'23"81

2013
- Argento ai campionati italiani assoluti indoor, 3000 m marcia - 13'25"33

## Altre competizioni internazionali
2011
- 10ª a La Corsa di Miguel ( Roma) - 37'33"

2014
- 20ª alla Roma-Ostia ( Roma) - 1h18'17"
- Argento a La Corsa di Miguel ( Roma) - 36'36"